# Makwan Amirkhani
Makwan Amirkhani (Kermanshah, Irán; 8 de noviembre de 1988) es un artista marcial mixto finlandés que compite en la división de peso pluma de Ultimate Fighting Championship. Amirkhani es quizás más conocido por su nocaut en el primer asalto a Andy Ogle en ocho segundos, que es uno de los nocauts más rápidos de la historia de UFC.

## Primeros años
Amirkhani nació en Kermanshah (Irán) en el seno de una familia kurda. La familia huyó de Irán a Irak y se instaló en el campo de refugiados de Al-Tash del ACNUR. Tras la guerra entre Irán e Irak, la familia fue reasentada en Vaasa (Finlandia) hacia 1993. Al crecer como inmigrante de pequeño tamaño en Vaasa, Amirkhani fue objeto de un grave acoso físico y mental desde la guardería hasta la escuela integral superior. Se trasladó con su familia a Turku en 2004, donde asistió a la escuela superior integral. Amirkhani se trasladó a Kotka para estudiar en un instituto adecuado para estudiantes con aspiraciones deportivas profesionales. Sin embargo, abandonó la escuela y se trasladó de nuevo a Turku, donde no consiguió graduarse en el instituto dos veces. Finalmente, en un tercer intento, fue aceptado para estudiar en el Instituto Deportivo Pajulahti, donde se graduó.
Procede de un entorno de lucha amateur, habiendo entrenado desde muy joven, compitiendo para el equipo nacional finlandés; ganando la plata en el Campeonato Nacional de Finlandia en estilo libre en 2010 y el bronce en 2013 en lucha grecorromana.
En un pesaje de junio de 2015 para su pelea, sostuvo una bandera del Kurdistán en alto mientras se subía a la balanza.

## Carrera de artes marciales mixtas
Amirkhani comenzó a entrenar artes marciales mixtas a los 16 años y tuvo su primera pelea profesional en 2010. Compitiendo en el circuito regional únicamente en Finlandia, compiló un récord de 10-2, con ocho acabados, todos por sumisión y todos en la primera ronda, antes de firmar con la UFC en diciembre de 2014.

### Ultimate Fighting Championship
Amirkhani hizo su debut promocional contra Andy Ogle el 24 de enero de 2015 en UFC on Fox: Gustafsson vs. Johnson. Ganó el combate por TKO en el primer asalto. Esta victoria le valió el premio a la Actuación de la Noche.
Amirkhani fue brevemente vinculado a un combate con Diego Rivas el 20 de junio de 2015 en UFC Fight Night: Jędrzejczyk vs. Penne. Sin embargo, poco después de anunciarse el combate, Rivas fue retirado de la pelea por razones no reveladas y sustituido por Masio Fullen. Ganó el combate por sumisión en el primer asalto.
Amirkhani se enfrentó a Mike Wilkinson el 27 de febrero de 2016 en UFC Fight Night: Silva vs. Bisping. Ganó el combate por decisión unánime.
En enero de 2017, Amirkhani firmó un nuevo contrato de cuatro combates con la UFC. En el primer combate se enfrentó a Arnold Allen el 18 de marzo de 2017 en UFC Fight Night: Manuwa vs. Anderson. Perdió el combate por decisión dividida.
Amirkhani se enfrentó a Jason Knight el 27 de mayo de 2018 en UFC Fight Night: Thompson vs. Till. Ganó el combate por decisión dividida.
Amirkhani se enfrentó a Chris Fishgold en UFC Fight Night: Gustafsson vs. Smith el 1 de junio de 2019. Ganó el combate por sumisión en el segundo asalto. Esta victoria le valió el premio a la Actuación de la Noche.
Amirkhani se enfrentó a Shane Burgos el 2 de noviembre de 2019 en UFC 244. Perdió el combate por TKO en el tercer asalto.
Se esperaba que Amirkhani se enfrentara a Mike Grundy en UFC Fight Night: Woodley vs. Edwards el 21 de marzo de 2020. Debido a la pandemia de COVID-19, el evento fue finalmente pospuesto y el combate desechado. En su lugar, Amirkhani se enfrentó a Danny Henry el 12 de julio de 2020 en UFC 251. Ganó el combate por sumisión en el primer asalto.
Amirkhani se enfrentó a Edson Barboza, en sustitución de Sodiq Yusuff, el 11 de octubre de 2020 en UFC Fight Night: Moraes vs. Sandhagen. Perdió el combate por decisión unánime.
Amirkhani tenía previsto enfrentarse a Nate Landwehr el 5 de junio de 2021 en UFC Fight Night: Rozenstruik vs. Sakai. Sin embargo, Landwehr fue retirado del evento por una lesión y fue sustituido por el recién llegado Kamuela Kirk. Perdió el combate por decisión unánime.
Amirkhani tenía previsto enfrentarse a Tristan Connelly el 30 de octubre de 2021 en UFC 267. Sin embargo, Connelly se retiró a principios de septiembre debido a una lesión en el cuello y fue sustituido por Lerone Murphy. Perdió el combate por nocaut en el segundo asalto.
Amirkhani se enfrentó a Mike Grundy el 19 de marzo de 2022 en el UFC Fight Night: Vólkov vs. Aspinall en Londres. Ganó el combate mediante una sumisión de anaconda.

## Vida personal
Amirkhani es uno de ocho hijos; su hermano y su padre murieron en accidentes de tráfico poco después de que la familia se trasladara a Finlandia.
Makwan ha trabajado como modelo y fue el 1er subcampeón del concurso Mr. Finlandia 2012, al que hace referencia su apodo.
El 12 de julio de 2021 varios periódicos finlandeses informaron de que Jethro Rostedt, un agente inmobiliario finlandés y miembro del ayuntamiento de Turku, había presentado una denuncia penal contra Amirkhani por amenazas y calumnias en Facebook. Amirkhani había publicado comentarios negativos sobre Rostedt y su hijo después de que el fin de semana anterior se produjera una pelea entre bandas con decenas de participantes en un club nocturno propiedad de Rostedt. El post era visible para los 175000 seguidores de Amirkhani, y aunque posteriormente se eliminó, han circulado por las redes sociales capturas de pantalla de las amenazas.

## Boxeo amateur
Makwan Amirkhani ha combatido cinco veces en el boxeo amateur. Habría tenido su quinta pelea en diciembre de 2018 en Somero en lugar de en enero de 2019, si no hubiera rechazado un nuevo oponente de reemplazo que era un boxeador experimentado y más pesado.

## Campeonatos y logros

### Artes marciales mixtas
- Ultimate Fighting Championship
  - Actuación de la Noche (dos veces) vs. Andy Ogle y Chris Fishgold[53][54]

- Nordic MMA Awards - MMAviking.com
  - Hombre de espectáculo del año 2012[55]
  - Nocaut del año 2015 vs. Andy Ogle el 24 de enero[56]
  - Pelea del año 2015[57]

### Lucha amateur
- Finnish Wrestling Federation
  - Medalla de plata en lucha libre de 66 kg en los Nacionales de Finlandia de 2010[11]
  - Medalla de bronce en lucha grecorromana en los Nacionales de Finlandia de 66 kg (145.5 libras) 2013[12]

## Récord en artes marciales mixtas
| Resultado | Récord | Oponente          | Método                                          | Evento                                 | Fecha                    | Ronda | Tiempo | Localización      | Notas                                  |
| --------- | ------ | ----------------- | ----------------------------------------------- | -------------------------------------- | ------------------------ | ----- | ------ | ----------------- | -------------------------------------- |
| Victoria  | 17-6   | Mike Grundy       | Sumisión (estrangulamiento de anaconda)         | UFC Fight Night: Vólkov vs. Aspinall   | 19 de marzo de 2022      | 1     | 0:57   | Londres           | Actuación de la Noche                  |
| Derrota   | 16-7   | Lerone Murphy     | KO (rodillazo)                                  | UFC 267                                | 30 de octubre de 2021    | 2     | 0:04   | Abu Dhabi         |                                        |
| Derrota   | 16-6   | Kamuela Kirk      | Decisión (unánime)                              | UFC Fight Night: Rozenstruik vs. Sakai | 5 de junio de 2021       | 3     | 5:00   | Las Vegas, Nevada |                                        |
| Derrota   | 16-5   | Edson Barboza     | Decisión (unánime)                              | UFC Fight Night: Moraes vs. Sandhagen  | 10 de octubre de 2020    | 3     | 5:00   | Abu Dhabi         |                                        |
| Victoria  | 16-4   | Danny Henry       | Sumisión técnica (estrangulamiento de anaconda) | UFC 251                                | 12 de julio de 2020      | 1     | 3:15   | Abu Dhabi         |                                        |
| Derrota   | 15-4   | Shane Burgos      | TKO (puñetazos)                                 | UFC 244                                | 2 de noviembre de 2019   | 3     | 4:32   | Nueva York        |                                        |
| Victoria  | 15-3   | Chris Fishgold    | Sumisión (estrangulamiento de anaconda)         | UFC Fight Night: Gustafsson vs. Smith  | 1 de junio de 2019       | 2     | 4:25   | Estocolmo         | Actuación de la Noche.                 |
| Victoria  | 14-3   | Jason Knight      | Decisión (dividida)                             | UFC Fight Night: Thompson vs. Till     | 27 de mayo de 2018       | 3     | 5:00   | Liverpool         |                                        |
| Derrota   | 13-3   | Arnold Allen      | Decisión (dividida)                             | UFC Fight Night: Manuwa vs. Anderson   | 18 de marzo de 2017      | 3     | 5:00   | Londres           |                                        |
| Victoria  | 13-2   | Mike Wilkinson    | Decisión (unánime)                              | UFC Fight Night: Silva vs. Bisping     | 27 de febrero de 2016    | 3     | 5:00   | Londres           |                                        |
| Victoria  | 12-2   | Masio Fullen      | Sumisión (estrangulamiento por detrás)          | UFC Fight Night: Jędrzejczyk vs. Penne | 20 de junio de 2015      | 1     | 1:41   | Berlín            |                                        |
| Victoria  | 11-2   | Andy Ogle         | TKO (rodillazo volador y puñetazos)             | UFC on Fox: Gustafsson vs. Johnson     | 24 de enero de 2015      | 1     | 0:08   | Estocolmo         | Actuación de la Noche.                 |
| Victoria  | 10-2   | Yohan Guerin      | Decisión (unánime)                              | Cage 26                                | 5 de abril de 2014       | 3     | 5:00   | Turku             | Combate de peso acordado (150 libras). |
| Derrota   | 9-2    | Adam Ward         | Decisión (unánime)                              | Cage 24: Turku 3                       | 9 de noviembre de 2013   | 3     | 5:00   | Turku             |                                        |
| Victoria  | 9-1    | Nayeb Hezam       | Sumisión (estrangulamiento de anaconda)         | Fight for Glory: First Round           | 6 de abril de 2013       | 1     | 3:58   | Turku             | Regreso al peso pluma.                 |
| Victoria  | 8-1    | Tom Duquesnoy     | Sumisión técnica (estrangulamiento de anaconda) | Cage 21: Turku 2                       | 2 de febrero de 2013     | 1     | 1:50   | Turku             | Debut en el peso gallo.                |
| Victoria  | 7-1    | Semen Tyrlya      | Sumisión (estrangulamiento por detrás)          | StandUpWar 3: Rising Stars             | 27 de octubre de 2012    | 1     | 3:03   | Tampere           |                                        |
| Victoria  | 6-1    | Johannes Isaksson | Sumisión (bloqueo de piernas)                   | Botnia Punishment 12                   | 14 de septiembre de 2012 | 1     | 1:50   | Seinäjoki         |                                        |
| Victoria  | 5-1    | Kari Päivinen     | Sumisión (estrangulamiento por guillotina)      | Lappeenranta Fight Night 7             | 14 de abril de 2012      | 1     | 2:23   | Lappeenranta      |                                        |
| Victoria  | 4-1    | Aleksejs Povulans | Decisión (unánime)                              | Cage 18: Turku                         | 3 de marzo de 2012       | 2     | 5:00   | Turku             |                                        |
| Victoria  | 3-1    | Lauri Väätäinen   | Sumisión (gancho de talón)                      | Cage 16: 1st Defense                   | 8 de octubre de 2011     | 1     | 0:50   | Espoo             |                                        |
| Derrota   | 2-1    | Viktor Tomasevic  | Sumisión (estrangulamiento por triángulo)       | Karkkila Fight Night 1                 | 18 de junio de 2014      | 1     | 2:45   | Karkkila          |                                        |
| Victoria  | 2-0    | Markus Rytöhonka  | Sumisión (estrangulamiento por triángulo)       | TF: Turku Sport & Extreme Expo         | 9 de abril de 2011       | 1     | N/A    | Turku             |                                        |
| Victoria  | 1-0    | Tadas Aleksonis   | Sumisión (estrangulamiento por detrás)          | TF 2: Champions Are Here               | 23 de octubre de 2010    | 1     | 1:21   | Turku             |                                        |